# Mawaru Penguindrum
Mawaru Penguindrum (jap. 輪るピングドラム Mawaru Pingudoramu) – seria anime wyprodukowana przez studio Brain’s Base. Została wyreżyserowana przez Kunihiko Ikuharę i była wyświetlana w Japonii między 8 lipca a 23 grudnia 2011 roku. Licencję na emisję w Ameryce Północnej posiada Sentai Filmworks, w Wielkiej Brytanii Kazé UK, w Australii i Nowej Zelandii Siren Visual, a we Włoszech Dynit. Adaptacja w formie mangi ilustrowana przez Isuzu Shibatę ukazywała się w magazynie Monthly Birz od 30 maja 2013 do 30 stycznia 2017.

## Fabuła
Śmiertelnie chora dziewczyna Himari Takakura zostaje w cudowny sposób ocalona od śmierci za sprawą dziwnego ducha rezydującego w czapce na kształt głowy pingwina. Jednak w zamian za uratowanie życia duch  zleca braciom Himari - Kanbie i Shomie - znalezienie w asyście trzech pingwinów nieuchwytnego przedmiotu znanego jako Penguindrum.

## Bohaterowie
Shoma Takakura (jap. 高倉 晶馬 Takakura Shōma)
Seiyū: Ryōhei Kimura (japoński), Blake Shepard (angielski)
Drugie i jedyne biologiczne dziecko w rodzinie Takakura. Niepokoi się na samą myśl o robieniu czegokolwiek moralnie dwuznacznego. Ma za zadanie zdobyć pamiętnik Ringo wierząc, że to Penguindrum, waha się przed użyciem wszelkich dostępnych środków, by tego dokonać. Towarzyszy Ringo, która po pewnym czasie staje się mu bliska. W mandze jest on również narratorem.
Kanba Takakura (jap. 高倉 冠葉 Takakura Kanba)
Seiyū: Subaru Kimura (japoński), Illich Guardiola (angielski)
Najstarszy z rodzeństwa, adoptowany do rodziny Takakura, jest odpowiedzialny za rodzinne finanse i utrzymanie. Był playboyem podrywającym dziewczyny tylko po to, by wkrótce z nimi zrywać. Wiele kobiet go ścigało, a najagresywniej jego biologiczna siostra bliźniaczka Masako Natsume. Bardzo dba o Himari i jest w stanie wiele poświęcić dla jej szczęścia i bezpieczeństwa. Niezwykle poważnie traktuje swoją misję zdobycia Penguindrum i zapewnienia leków dla siostry, nie bacząc ani na środki i metody, jakich musi użyć, ani na własne życie.
Himari Takakura (jap. 高倉 陽毬 Takakura Himari)
Seiyū: Miho Arakawa (japoński), Monica Rial (angielski)
Najmłodsza z rodzeństwa, od dziecka zna się z Shomą, który przekonał rodzinę Takamura, by ją również adoptowali. Jako dziecko była częścią zespołu „Triple H” razem z przyjaciółkami Hibari i Hikari, ale ich znajomość osłabła po tym, jak odeszła ze szkoły. Bardzo kocha swoich braci, jest bardzo pogodna i niemal stale się uśmiecha, by nie martwili się aż tak jej zdrowiem. Po wypisie ze szpitala wybrała się do miejskiego akwarium, gdzie straciła przytomność i wkrótce zmarła. Przywróciła ją do życia pingwinia czapka zakupiona w sklepie z pamiątkami. Kiedy ją nosi, jej wygląd i osobowość zmieniają się, przez co staje się Princess of the Crystal (jap. プリンセス·オブ·ザ·クリスタル Purinsesu Obu Za Kurisutaru; pol. Księżniczką Kryształu) - dominą w przylegającym do ciała kostiumie, wymagającą od braci słuchania Penguindrum w celu przedłużenia jej życia.
Ringo Oginome (jap. 荻野目 苹果 Oginome Ringo)
Seiyū: Marie Miyake (japoński), Emily Neves (angielski)
Cel, jaki obydwaj bracia mają za zadanie śledzić. Urodziła się w tym samym dniu, w którym zmarła jej siostra Momoka i jest uważana za jej reinkarnację. Śmierć siostry zniszczyła jej rodzinę, rodzice rozwiedli się, a ona sama wychowywała się z zapracowaną matką. Ma u siebie pamiętnik zmarłej i traktuje każdy wpis z niemal religijną czcią jako wyznacznik życia. Przez to stalkuje Keiju Tabukę, który był bardzo blisko z Momoką. Wierzy, że zastępując siostrę będzie w stanie na nowo scalić swoją rodzinę.
Keiju Tabuki (jap. 多蕗 桂樹 Tabuki Keiju)
Seiyū: Akira Ishida (japoński), Mike Yager (odc. 1–13), Andrew Love (odc. 14–24) (angielski)
Nauczyciel Shomy i Kanby oraz doradca w klubie ornitologicznym, stalkowany przez Ringo. Bliski przyjaciel Momoko, niemal stali się parą, ale niestety doszło do śmiertelnego wypadku, w którym Momoko zmarła. W dzieciństwie został porzucony przez matkę po jej powtórnym małżeństwie i urodzeniu syna, który przebijał go w umiejętności gry na fortepianie.
Yuri Tokikago (jap. 時籠 ゆり Tokikago Yuri)
Seiyū: Mamiko Noto (japoński), Shelley Calene-Black (angielski)
Znana aktorka należąca do grupy Sunshiny Theatre Takarazuka. Jest przedstawiona jako dziewczyna Tabuki, a później jego narzeczona. Uważa się za brzydką wbrew opinii otoczenia, które wysoko ceni jej urodę i elegancję. Była bliską przyjaciółką Keiju i Momoki w szkole podstawowej. Przywiązała się do Momoki, gdyż ta jako jedyna nazywała ją piękną, a teraz chce zrobić wszystko, byle tylko wróciła ona do życia. Charakterystyczne dla niej jest opisywanie rzeczy jako „fabulous” lub „fabulous max”.
Masako Natsume (jap. 夏芽 真砂子 Natsume Masako)
Seiyū: Yui Horie (japoński), Maggie Flecknoe (angielski)
Zamożna młoda kobieta mająca obsesję na punkcie Kanby. Jest spadkobierczynią korporacji Natsume. Posiada laserową procę mogącą selektywnie wymazywać wspomnienia przy pomocy czerwonych pocisków wystrzeliwanych w czoło ofiary oraz przywracać pamięć niebieskimi pociskami w taki sam sposób. Ma własną pingwinią wspólniczkę o imieniu Esmeralda. Chce opętać Kanbę i odebrać mu Penguindrum, by ocalić swojego brata Mario. Później okazuje się być biologiczną siostrą bliźniaczką Kanby.
Sanetoshi Watase (jap. 渡瀬 眞悧 Watase Sanetoshi)
Seiyū: Yutaka Koizumi (japoński), Adam Gibbs (angielski)
Ekscentryczny mężczyzna przejawiający zainteresowanie Himari, sam o sobie mówi, iż pochodzi z „przeznaczenia losu”. Na początku pojawia się jako wszystkowiedzący bibliotekarz pracujący w dziale „Hole in the Sky” centralnej biblioteki, asystując Himari przy książkach z jej wspomnieniami z przeszłości. To on nałożył jej na głowę pingwinią czapkę. Gdy umiera ona po raz drugi, pojawia się jako lekarz żądający ogromnych sum za ciemnoróżowy lek podtrzymujący ją przy życiu. Himari, chociaż traktuje go chłodno, często chodzi do niego po radę, mimo iż przeważnie wpada w kłopoty od tego, co usłyszy. Towarzyszą mu dwaj czarni króliczy podwładni - Shirase (jap. シラセ) i Sōya (jap. ソウヤ).
Momoka Oginome (jap. 荻野目 桃果 Oginome Momoka)
Seiyū: Aki Toyosaki (japoński), Brittney Karbowski (angielski)
Starsza siostra Ringo, zginęła w eksplozji w metrze w dniu urodzin siostry. Była bliską przyjaciółką Tabukiego i Yuri, ocaliła im życie. Jej pamiętnik rzekomo jest w stanie zmieniać przeznaczenie jednostek za określoną cenę, będąc w stanie nawet uchronić od śmierci. Wiele osób walczy o jego posiadanie.
Hibari Isora (jap. 伊空 ヒバリ Isora Hibari) oraz Hikari Utada (jap. 歌田 光莉 Utada Hikari)
Seiyū: Yui Watanabe (Hibari), Marie Miyake (Hikari) (japoński), Brittney Karbowski (Hibari), Cynthia Martinez (Hikari) (angielski)
Najlepsze przyjaciółki Himari ze szkoły podstawowej, założyły własny zespół o nazwie „Triple H”. Gdy Himari ze względu na stan zdrowia opuściła szkołę, kontynuowały karierę już jako „Double H”. Są ukazane na reklamach na pociągach tokijskiego metra. Aktorki głosowe podkładające głos do postaci sformowały na potrzeby anime prawdziwe „Triple H” śpiewając wiele z czołówek oraz tyłówek. Ich imiona są nawiązaniem do japońskich piosenkarek, odpowiednio Hibari Misory oraz Hikaru Utady.
pingwiny Takakury #1, #2, #3 (jap. 高倉家のペンギン 1号、2号、3号 Takakura-ke no Pengin Ichigō, Nigō, Sangō)
Seiyū: Subaru Kimura, Ryōhei Kimura, i Miho Arakawa 
Tajemnicza trójka pingwinów przybyła do rodzeństwa po wskrzeszeniu Himari, tylko oni są w stanie je zobaczyć. Dla rozróżnienia Kanba nazwał swojego pingwina #1, Shoma #2 a Himari #3, te nazwy zostały im napisane na plecach. Każdy z nich ma cechę związaną z przydzieloną mu osobą - #1 ma wyraźne brwi i lubi zaglądać dziewczynom pod spódniczki, #2 często odstrasza robale i jest żarłokiem, a #3 nosi wstążkę na głowie.
Esmeralda (jap. エスメラルダ Esumeraruda)
Seiyū: Yui Horie 
Pingwin Masako. W przeciwieństwie do pingwinów rodzeństwa ma dużo groźniejszy wygląd, jest cała czarna z twarzą w kształt serca. Żywi obsesję do pingwina Kanby, co jest odbiciem jego relacji z Masako.
Mario Natsume (jap. 夏芽 マリオ Natsume Mario)
Seiyū: Kazusa Aranami (japoński), Hilary Haag (angielski)
Młodszy brat Masako. Podobnie jak Himari również żyje dzięki pingwiniej czapce.
Kenzan Takakura (jap. 高倉 剣山 Takura Kenzan)
Seiyū: Takehito Koyasu (japoński), David Matranga (angielski)
Ojciec Kanby, Shoumy i Himari.
Chiemi Takakura (jap. 高倉 千江美 Takura Chiemi)
Seiyū: Kikuko Inoue (japoński), Brittney Karbowski (angielski)
Matka Kanby, Shoumy i Himari.

## Ścieżka dźwiękowa
Mawaru Penguindrum posiada rozbudowaną ścieżkę dźwiękową, na którą składają się poniższe utwory:
Czołówki
- "Nornir" (jap. ノルニル) (odcinki 1–14)
  - słowa, kompozycja: Etsuko Yakushimaru / układ: Naoko Etō / śpiew: Etsuko Yakushimaru Metro Orchestra
- "boys, come back to me" (jap. 少年よ我に帰れ Shōnen yo Ware ni Kaere) (odcinki 15–23)
  - słowa, kompozycja: Etsuko Yakushimaru / układ: Kenji Kondō / śpiew: Etsuko Yakushimaru Metro Orchestra

Utwory w odcinkach
- "Rock Over Japan" (odcinki 1–3, 5–7, 16, 17, 24)
  - słowa, kompozycja: Ryo, Hisashi / układ: Yukari Hashimoto / śpiew: Triple H
  - Cover piosenki zespołu ARB o tym samym tytule.
- "Daddy's Shoes" (jap. ダディーズ・シューズ) (odcinek 5)
  - kompozycja: Ryō Ishibashi / układ: Yukari Hashimoto / śpiew: Triple H
  - Cover piosenki zespołu ARB o tym samym tytule.
- "M no Higeki" (jap. Mの悲劇 Emu no Higeki; M's Tragedy) (odcinek 7)
  - słowa: Ikuni Ikami (jap. イクニ・イカミ) / kompozycja: Yukari Hashimoto / śpiew: Mamiko Noto jako Yuri Tokikago

Tyłówki
- "Dear Future" (odcinki 1–9, 11, 12)
  - słowa: Yūho Iwasato / kompozycja, układ: Narasaki / śpiew: Coaltar of the Deepers
- "Dear Future feat. Yui Horie" (odcinek 10)
  - słowa: Yūho Iwasato / kompozycja: Narasaki / układ: Watchman / śpiew: Yui Horie
- "Haiiro no Suiyōbi" (jap. 灰色の水曜日; "Gray Wednesday") (odcinki 13, 15, 18)
  - słowa: Ryō Ishibashi, Hisashi Shirahama / kompozycja: Hisashi Shirahama / układ: Yukari Hashimoto / śpiew: Triple H
  - Cover piosenki zespołu ARB o tym samym tytule. Użyto również w odcinku 9.
- "Bad News Kuroi Yokan" (jap. Bad News 黒い予感) (odcinki 14, 17)
  - słowa: Ryō Ishibashi / kompozycja: Ichirō Tanaka / układ: Yukari Hashimoto / śpiew: Triple H
  - Cover piosenki zespołu ARB o tym samym tytule.
- "Ikarechimattaze!!" (jap. イカレちまったぜ!!) (odcinek 16)
  - słowa: Ryō Ishibashi / Composition: Ichirō Tanaka / Arrangement: Yukari Hashimoto / śpiew: Triple H
  - Cover piosenki zespołu ARB o tym samym tytule.
- "Hide and Seek" (odcinek 19)
  - słowa, kompozycja: Hisashi Shirahama / układ: Yukari Hashimoto / śpiew: Triple H
  - Cover piosenki zespołu ARB o tym samym tytule.
- "Private Girl" (odcinek 20)
  - słowa, kompozycja: Ryo, Hisashi / układ: Yukari Hashimoto / śpiew: Triple H
  - Cover piosenki zespołu ARB o tym samym tytule.
- "Tamashii Kogashite" (jap. 魂こがして; "Scorching Soul") (odcinek 21)
  - słowa, kompozycja: Ryō Ishibashi / układ: Yukari Hashimoto / śpiew: Triple H
  - Cover piosenki zespołu ARB o tym samym tytule.
- "Heroes ~Eiyū-tachi~" (jap. HEROES ～英雄たち~) (odcinek 23)
  - układ: Yukari Hashimoto / śpiew: Triple H

„Triple H” jest rzeczywistym odpowiednikiem zespołu istniejącego w anime, w jego skład wchodzi Marie Miyake jako Hikari, Yui Watanabe jako Hibari oraz Miho Arakawa jako Himari.

## Manga
Niemal dwa lata po telewizyjnej premierze anime, od 30 maja 2013 roku, zaczęła się ukazywać w miesięczniku Comic Birz mangowa adaptacja autorstwa Isuzu Shibaty. Pierwszy tom ukazał się 24 września 2014 roku, drugi 24 grudnia 2014 roku, trzeci 24 października 2015 roku, a czwarty 24 czerwca 2016 roku. Seria zakończyła się 30 stycznia 2017 roku.

## Odbiór
W 2019 roku serwis Polygon nazwał Penguindrum jednym z najlepszych anime dekady 2010.